# アビブッラー・クダイベルディエフ
アビブッラー・クダイベルディエフ（Абибилла Кудайбердиев; 1962年7月1日 - ）は、キルギス共和国の軍人、政治家。国防相。参謀総長等を歴任。少将。キルギス人。

## 経歴
オシ州ノオカツキー地区ケネシュ村出身。
1999年～2000年、バトケン州の匪賊撃滅作戦に参加。2007年～2008年、南部軍集団司令官。2009年11月までビシュケク高等軍事学校長。
2009年11月2日～2010年7月21日、キルギス共和国軍参謀総長/国防第一次官。
2010年7月21日、国防相に任命。

## パーソナル
妻帯、1男2女を有する。
三等「マナス」勲章を受章。